# Теодор Ригер
Теодор Ригер (пол. Teodor Rygier; 9 жовтня 1841, Варшава — 18 січня 1913, Рим) — польський скульптор, який жив і творив в Італії. Почесний член Флорентійської академії мистецтв.

## Життєпис
Теодор Ригер отримав художню освіту. У 1856—1861 навчався у варшавській Академії витончених мистецтв під керівництвом К. Хегеля, потім в Дрезденської Академії образотворчих мистецтв, академії мистецтв в Мюнхені і академії образотворчих мистецтв у Відні. У 1865—1866 удосконалював майстерність в Берліні і Парижі. З 1873 оселився в Італії, жив і творив спершу у Флоренції (1873—1886), потім з 1888 — в Римі.
Помер у Римі і похований на кладовищі Кампо Верано.

## Творчість
Автор багатьох пам'ятників, створених в алегоричному стилі, скульптурних портретів і медальйонів.
Серед його основних робіт:
- Пам'ятник Адаму Міцкевичу (Краків) (1898)
- Скульптурне погруддя художника Ю. Коссака (1884), що прикрашає Краківський Палац мистецтв
- Погруддя Миколи Коперника
- Скульптура «Вакханка» (1882) (Національний музей у краківських Сукенницях)
- Головна скульптурна група, розташована над фасадом головного корпусу Львівського університету (колишньої будівлі Крайового сейму Галичини і Володимирії), під назвою «Дух який опікує Галичину»; виконав у 1880—1881 в Італії. У центрі композиції цієї групи представлена алегорична жіноча фігура — Галичина, яка простягає руки до разміщених по обидва боки алегоричних постатей «Русина» і «Мазурки», що символізують Дністер і Віслу.

Теодор Ригер є автором двох алегоричних скульптурних композицій перед входом в університет, що символізує «Освіту» і «Працю». За створення алегоричних груп на аттику і перед входом колишнього Сейму, він отримав звання почесного члена Флорентійської академії мистецтв.